# Edgar Amador Zamora
Edgar Abraham Amador Zamora (Monclova, Coahuila; 23 de julio de 1967) es un economista y funcionario mexicano. Es el secretario de Hacienda y Crédito Público desde el 8 de marzo de 2025 durante la presidencia de Claudia Sheinbaum.

## Trayectoria

### Formación académica
Es licenciado en Economía por la Universidad Nacional Autónoma de México (UNAM), donde estudió entre 1985 y 1991. Posteriormente, obtuvo una maestría en Economía en El Colegio de México, la cual completó entre 1992 y 1994.

### Secretario de Finanzas de la CDMX
Se desempeñó como secretario de Finanzas de la Ciudad de México durante la administración de Miguel Ángel Mancera, desde 2012 hasta 2018. Durante su gestión, lideró importantes proyectos financieros y de infraestructura en la capital, implementando modelos innovadores para el financiamiento de autopistas urbanas de peaje y supervisando la adquisición de trenes para la Línea 2 del Metro. Asimismo, desarrolló esquemas financieros para la construcción y mantenimiento de centros penitenciarios, impulsó la modernización del sistema tributario local y promovió la inversión en infraestructura a través de nuevos modelos de financiamiento.
Su administración también estuvo marcada por una investigación interna debido a presuntas irregularidades en el manejo de recursos destinados a la reconstrucción de la ciudad tras el sismo del 19 de septiembre de 2017. Como consecuencia, fue inhabilitado temporalmente para ocupar cargos públicos, aunque no se le aplicaron sanciones económicas.

### Secretario de Hacienda y Crédito Público
En octubre de 2024, Amador Zamora se unió a la Secretaría de Hacienda bajo el gobierno de la presidenta Claudia Sheinbaum, asumiendo el cargo de subsecretario en sustitución de Gabriel Yorio. Durante su gestión, participó activamente en las conferencias trimestrales de la SHCP, donde se analizaron los reportes de finanzas públicas.
El 7 de marzo de 2025, fue nombrado como titular de la Secretaría de Hacienda y Crédito Público tras la renuncia de Rogelio Ramírez de la O. En este nuevo cargo, enfrenta el desafío de mantener la estabilidad económica del país en un contexto de incertidumbre global.